# Christian Kist
Christian Kist (Mariënberg, 1986. április 21. –) holland dartsjátékos. 2009-től 2014-ig a British Darts Organisation, majd 2014-től a Professional Darts Corporation tagja. 2012-ben világbajnoki címet szerzett a BDO-nál. Beceneve "The Lipstick".

## Pályafutása

### BDO
Kist 2011-ben indult először a World Masters tornán, ahol a legjobb 16-ig sikerült eljutnia. Ott Tony West ellen 3–2-re kikapott a döntő legben, pedig öt nyila volt a győzelemhez. Ezután kijutott a Zuiderduin Masters-re is, de nem jutott tovább a csoportkörnél.
2012-ben játszhatott először a BDO-dartsvilágbajnokságon. Az első körben 3–2-re legyőzte honfitársát Jan Dekkert, majd a második körben 4–2-re a belga Geert De Vost is. Ezután 5–1-es győzelem következett Alan Norris ellen a negyeddöntőben, majd az elődöntőben 5–3-as hátrányból fordított a kétszeres világbajnok Ted Hankey ellen, így bejutott a döntőbe. A döntőt a közönségkedvenc Tony O'Shea ellen játszotta, akinek ez volt a második BDO-vb-döntős szereplése. Kist 4–2-es vezetéssel ment a szünetre, majd később 6–2-re is vezetett, de O'Shea felzárkózott 6–5-re. Kist végül a következő szettet megnyerte, így 7–5-re legyőzve ellenfelét rögtön első évében megszerezte a BDO világbajnoki címet; az első holland győztes lett Jelle Klaasen 2006-os vb-győzelme óta.
Kist a következő vb-n címvédőként már az első körben kiesett Robbie Green-től, majd a 2014-es vb-n sem tudott meccset nyerni, ahol ezúttal James Wilsontól szenvedett vereséget. A vb után Kist bejelentette, hogy a PDC-hez igazol át, és elindul a Q-School-on, hogy Tour Card-ot szerezzen.

### PDC
A 2014-es PDC Q School-on Kist a harmadik napon döntőbe jutott, de kikapott Matt Padgett-től. Végül a Q-School ranglistáján a legjobb 24 között végzett, ezzel megszerezte a kétéves PDC Tour-kártyáját. A PDC-nél az első negyeddöntőjét az egy hónappal későbbi negyedik UK Open Qualifier torna selejtezőjén játszhatta, ahol végül 6–1-re kikapott Jamie Lewis-tól. A UK Open-re is sikerült végül kvalifikálnia magát, ahol az ötödik körben 9–6-ra kapott ki Mervyn King-től. A Players Championship 3. állomásán 6–3-ra legyőzte James Wade-et, így az első elődöntőjét játszhatta a PDC-nél. A meccsen négy meccsnyilat is kihagyott Gary Anderson ellen, majd 6–5-re kikapott. Az Európa-bajnokság első fordulójában ismét Mervyn King ellen játszott, ahol már 3–1-re és 5–3-ra is vezetett, de végül 6–5-re kikapott. A Grand Slam of Darts csoportkörében Andy Hamilton és Richie George ellen 5–2-es és 5–1-es győzelmeket könyvelhetett el, majd végül második lett a csoportjában Phil Taylor mögött. A legjobb 16 közötti meccsén Kist jól kezdett, 3–0-ra is vezetett Michael Smith ellen, de végül 10–5-re elvesztette a mérkőzést.
A 2015-ös PDC-dartsvilágbajnokságra is kijutott, köszönhetően a Pro Tour ranglistáján elfoglalt jó helyezésének, de már az első körben 3–1-re kikapott honfitársától, a 2006-os BDO-világbajnok Jelle Klaasentől. A PDC-ben eltöltött debütáló éve után a világranglista 45. helyére jött fel. A UK Open harmadik fordulójában 6–0-ás hátrányban volt Ian White ellen, és bár egészen döntő legig vitte a mérkőzést, végül 9–8-ra elvesztette azt, és kiesett. A Players Championship 2. állomásának negyeddöntőjében 6–4-re kikapott Andrew Gildingtől, a 7. állomáson pedig már egy körrel előrébb jutott, amikor a negyeddöntőben 6–4-re legyőzte honfitársát, a világelső Michael van Gerwent. Az elődöntőben aztán 6–1-es vereséget szenvedett Peter Wrighttól. Az Európa-bajnokság első fordulójában 6–4-re kikapott az osztrák Rowby-John Rodrigueztől.
A 2016-os PDC-dartsvilágbajnokságon az első fordulóban 3–0-ra legyőzte Justin Pipe-ot, de a második körben 4–1-re kikapott Dave Chisnall-tól. Nem tudott elegendő mérkőzést megnyerni ahhoz, hogy kvalifikálja magát a UK Open-re, de a Players Championship 7. állomásán ismét negyeddöntőt játszhatott, ahol Peter Wrighttól kapott ki 6–1-re. A 17. állomáson Gary Andersont, Prakash Jiwát, Kyle Andersont, Dave Chisnallt, Justin Pipe-ot és Mensur Suljović-ot is legyőzve első PDC döntőjét játszhatta, ahol 6–1-re kikapott Michael van Gerwen-től. A Players Championship Finals nagytornán a Ricky Evans és Dimitri Van den Bergh elleni 6–4-es és 6–2-es győzelmével bejutott a torna harmadik fordulójába. Ezt követően 10–6-ra verte Justin Pipe-ot, így az első negyeddöntőjét játszhatta egy kiemelt PDC-tornán. A negyeddöntőben 10–6-ra maradt alul Darren Websterrel szemben.
A 2017-es PDC-dartsvilágbajnokság első fordulójában Kist a meccs utolsó hét legjéből hatot elveszített, és 3–1-re kikapott Brendan Dolantől.
A 2019-es szezon végén elvesztette a Tour Card-ját. Karrierjét tovább nehezítették sérülési problémái, köztük ízületi gyulladások, amelyek jelentősen befolyásolták teljesítményét.
Végül több év kihagyás után a 2024-es PDC-dartsvilágbajnokságon tért vissza a vb-kre, de az első fordulóban 3–0-ás vereséget szenvedett a debütáló és későbbi döntős Luke Littler ellen.
Kist a harmadik helyen végzett a 2024-es PDC Challenge Tour sorozat ranglistáján, három versenyt nyerve a szezon során. Connor Scutt és Wesley Plaisier végeztek az első és a második helyen, de mindkét játékos korábban már megszerezte világbajnoki kvalifikációját a Pro Tour ranglistán elért jó helyezésével. Ennek köszönhetően a Challenge Tour-ból Kist és Alexander Merkx tudta kvalifikálni magát a 2025-ös PDC-dartsvilágbajnokságra.
A vb első fordulójában Kist 3–1-re ismét kikapott, ezúttal a lett Madars Razma-tól, de kilencnyilassal nyerte meg az első szettet, amivel 60 000 fontot nyert.

## Világbajnoki szereplései

### BDO
- 2012: Győztes ( Tony O'Shea ellen 7–5)[34]
- 2013: Első kör (vereség  Robbie Green ellen 1–3)[35]
- 2014: Első kör (vereség  James Wilson ellen 1–3)

### PDC
- 2015: Első kör (vereség  Jelle Klaasen ellen 1–3)
- 2016: Második kör (vereség  Dave Chisnall ellen 1–4)
- 2017: Első kör (vereség  Brendan Dolan ellen 1–3)
- 2018: Első kör (vereség  Michael van Gerwen ellen 1–3)
- 2024: Első kör (vereség  Luke Littler ellen 0–3)
- 2025: Első kör (vereség  Madars Razma ellen 1–3)

## Döntői

### BDO nagytornák: 1 döntős szereplés
| Történet                 |
| BDO Világbajnokság (1–0) |

| Eredmény | Sorszám | Év   | Bajnokság          | Ellenfél a döntőben | Pontok   |
| Győztes  | 1.      | 2012 | BDO Világbajnokság | Tony O'Shea         | 7–5 (sz) |

### WDF nagytornák: 1 döntős szereplés
| Eredmény | Sorszám | Év   | Bajnokság          | Ellenfél a döntőben | Pontok   |
| Döntős   | 1.      | 2012 | Europe Cup Singles | Gary Stone          | 4–7 (sz) |

1. 1 2  (l) = pontszám legekben, (sz) = pontszám szettekben.

## További tornagyőzelmei
| PDC Challenge Tour - Challenge Tour: 2022, 2023, 2024 (x3) | - NDB Ranking Leek: 2010 - Spring Cup: 2011 - WDF Europe Cup Pairs: 2012 - WDF Europe Cup Team: 2012 |

## Televíziós 9 nyilasai
| Időpont            | Ellenfél     | Torna              | Kombináció                      | Díjazás  |
| ------------------ | ------------ | ------------------ | ------------------------------- | -------- |
| 2024. december 18. | Madars Razma | PDC Világbajnokság | 3 x T20; 3 x T20; T20, T19, D12 | 60 000 £ |

## Fordítás
Ez a szócikk részben vagy egészben  a   Christian Kist című angol Wikipédia-szócikk ezen változatának fordításán alapul.  Az eredeti cikk szerkesztőit annak laptörténete sorolja fel. Ez a jelzés csupán a megfogalmazás eredetét és a szerzői jogokat jelzi, nem szolgál a cikkben szereplő információk forrásmegjelöléseként.